# Pius Suh Awa
Pour les articles homonymes, voir Awa.
Pius Suh Awa, né le 4 mai 1930 à Bamenda et mort le 9 février 2014 à Douala, est un prélat catholique camerounais, évêque de Buéa de 1973 à 2006, puis évêque émérite de Buéa. C'est un Bamiléké anglophone.

## Biographie
Il est ordonné prêtre le 21 décembre 1961. Le 20 février 1971 il est nommé évêque coadjuteur de Buéa et évêque titulaire d'Auzegera (de). Le 29 janvier 1973 il est nommé évêque de Buéa, une charge qu'il conserve jusqu'à sa retraite le 30 novembre 2006.